# Hymenophyllum subobtusum
Hymenophyllum subobtusum är en hinnbräkenväxtart som beskrevs av Eduard Rosenstock. Hymenophyllum subobtusum ingår i släktet Hymenophyllum och familjen Hymenophyllaceae. Inga underarter finns listade.